# Stromschnelle

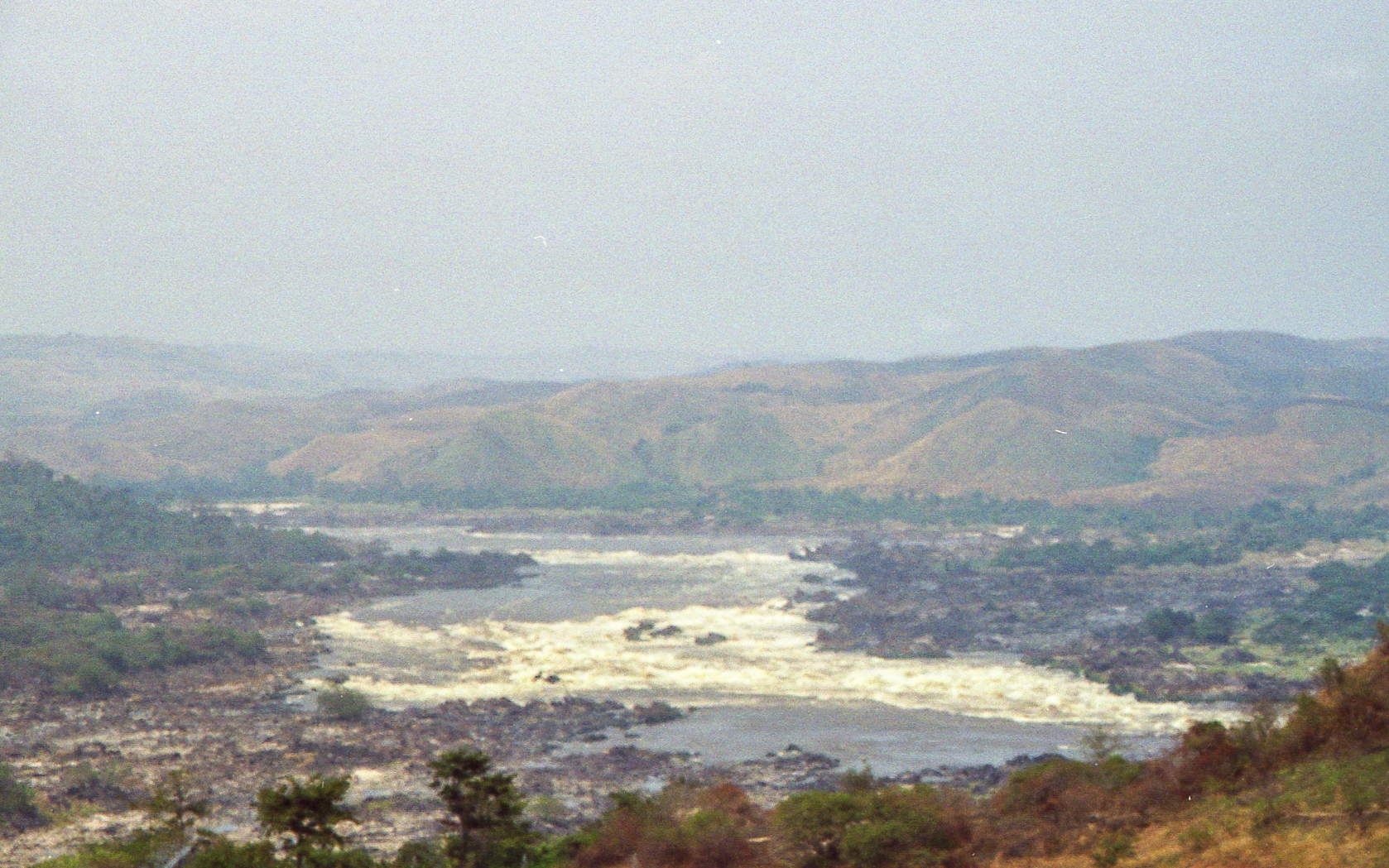
Die Inga-Fälle des Kongo, die größten Stromschnellen der Welt

Stromschnelle ist eine allgemeine Bezeichnung für Laufabschnitte eines Flusses, an dem das Wasser durch erhöhtes Gefälle, Untiefe oder Verengung des Flussbettes reißend und schnell fließt. Durch Wehre oder Sohlgleiten entstehen künstliche Stromschnellen. Das Wort wird in der Regel im Plural verwendet.

## Beschreibung

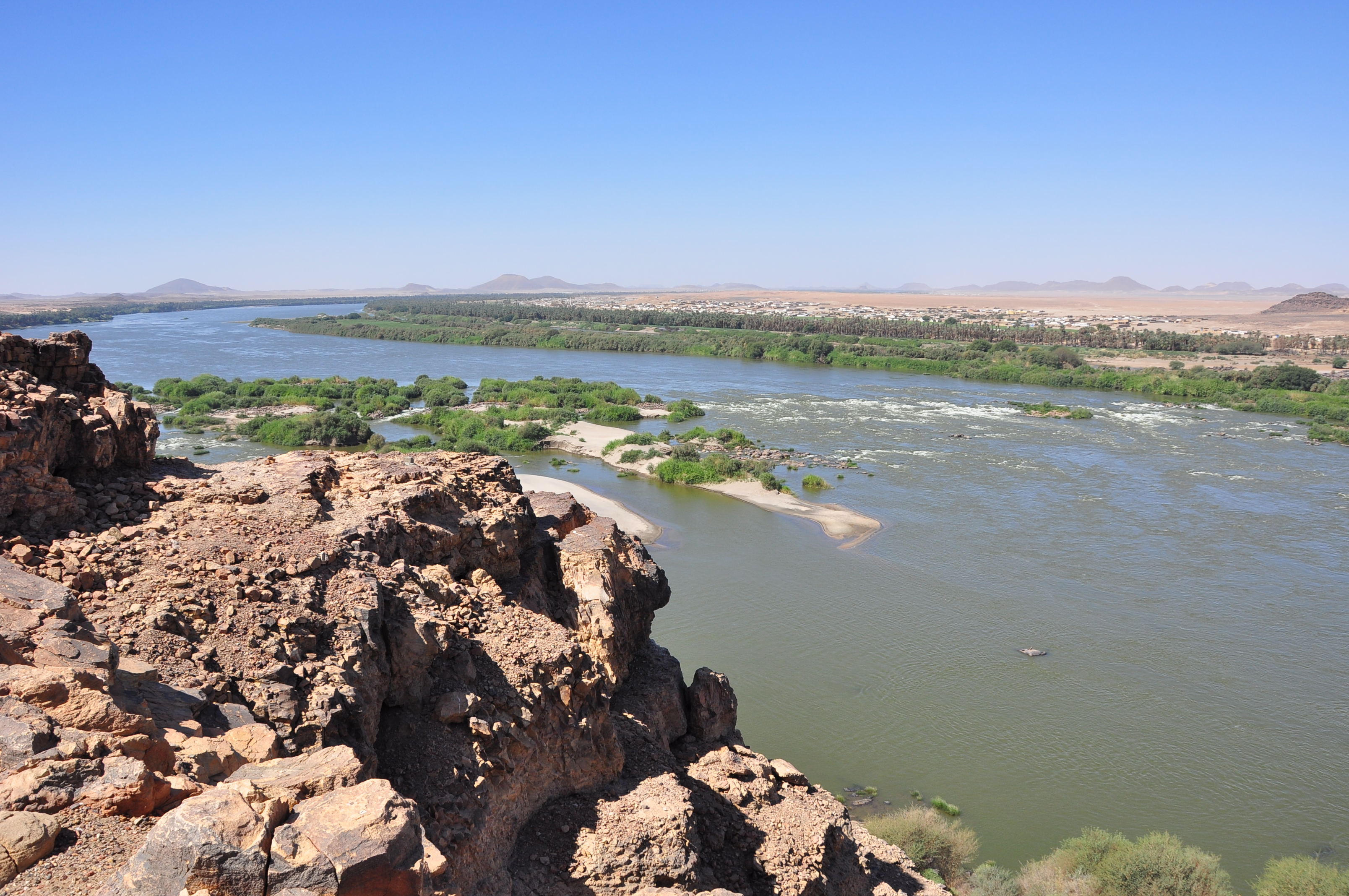
Eine Stromschnelle des Nils

Durch Blöcke oder Felsriegel gebildete Stromschnellen werden als Katarakt bezeichnet. Sehr gefällereiche Stromschnellen werden gelegentlich als Wasserfall bezeichnet, auch wenn typische Merkmale eines Wasserfalls nicht gegeben sind. Bekannte Beispiele hierfür sind die Boyomafälle und besonders die Inga-Fälle des Kongo, die größten Stromschnellen weltweit.
Die Geschwindigkeit eines Flusses kann sich gebietsweise so weit steigern, dass die hydraulische Bewegungsform Schießen eintritt. Kriterium ist das Überschreiten der schnellsten Ausbreitungsgeschwindigkeit von Wellen.

## Namenskunde
Das Wort Laufen oder Lauffen für Stromschnellen wurde zum Namen oder Namensbestandteil etlicher Orte, wie z. B. Laufen (Salzach), Lauffen am Neckar, Laufen-Uhwiesen mit Schloss Laufen am Rheinfall, Laufen in Laufental (Basel-Land) oder Laufenburg auf badischer wie auf Aargauer Seite des Hochrheins.

## Nutzung

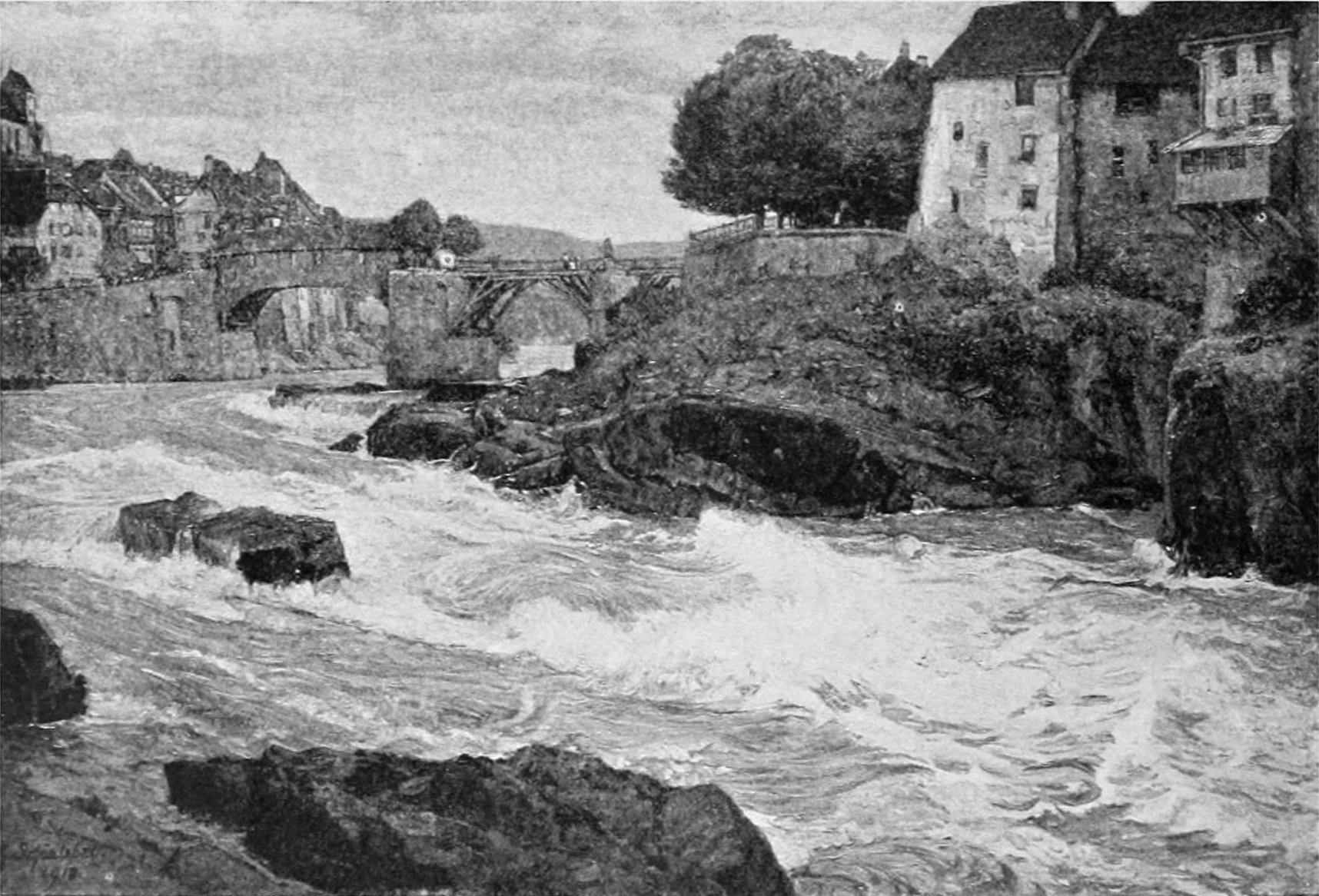
Die einstige Stromschnelle des Rheins in Laufenburg (Gemälde von Gustav Schönleber um 1880)

Da der Verkehr zu Wasser vor der Einführung gepflasterter Fernstraßen und Eisenbahnen um ein Vielfaches günstiger und oft auch schneller war als derjenige zu Lande, kam auch Stromschnellen eine erhebliche Bedeutung zu. Sie zwangen Händler und Reisende häufig, die Gefahrenstellen zu Lande zu umgehen oder auf kleinere Boote umzusteigen und schufen somit natürliche Verkehrsknotenpunkte. In der Schwarzmeer-Steppe beispielsweise bildeten die Stromschnellen des Dnepr im frühen Mittelalter verwundbare Punkte, an denen der Handel der Waräger zur Beute der umwohnenden Nomaden werden konnte. An der Ostküste Nordamerikas reiht sich an der etwa 1.400 km langen Fall Line, d. h. dem Übergang des Appalachenvorlandes zur Küstenebene, eine ganze Kette von Wasserfällen und Stromschnellen auf. Da die Flüsse bis ins 19. Jh. nur bis hier hinauf schiffbar waren, entstanden dort eine ganze Reihe von Hafenstädten im Binnenland.
Daher wurden zahlreiche Stromschnellen, besonders die großer bzw. stark befahrener Flüsse, in der Vergangenheit als Gefahr für die Flussschifffahrt beseitigt, aber auch im Zuge von Flussbegradigungen, Flussverbreiterungen und Stauwerkbauten. Zum Beispiel verschwanden die damals berüchtigten St.-Johann-Stromschnellen der Moldau (die Bedřich Smetana im Jahr 1874 in der sinfonischen Dichtung Die Moldau musikalisch darstellte) mit dem Bau des Štěchovice-Staudammes (Bau 1937–1945) in den Fluten. Gesprengt und durch Leitwerke vergleichmäßigt wurde auch der Rheinkatarakt am Binger Loch, und zur Nutzung der Wasserkraft wurde die Laufenburger Stromschnelle des Rheins überstaut.
Mehrere Wassersportarten nutzen Stromschnellen, insbesondere Wildwasserkanu (einschließlich Kanuslalom und Spielbootfahren) und Rafting.

## Weitere Hinweise
1. ↑  Über die Stromschnelle von Laufenburg.
2. ↑  Jörg Müller: Schifffahrt in Altbayern (Früh- und Hochmittelalter). In: Historisches Lexikon Bayerns, 7. November 2022. Abgerufen am 2. Oktober 2023.